# 青木繁伸
青木 繁伸（あおき しげのぶ、1950年8月 - ）は、日本の数学者、統計学者。群馬大学社会情報学部教授。香川県出身。専門は社会統計学。

## 来歴・人物
- 1950年8月　香川県に生まれる
- 1974年3月　東京大学医学部保健学科卒業
- 1979年3月　東京大学大学院医学系研究科疫学科修了　東京大学　保健学博士　論文の題は　「健康調査票(THI)の妥当性の検討 : 属性(性・年齢)による自覚症状の訴えの差と,心身症の判別への応用の方法論的検討]」[1]。
- 1979年4月　東京大学医学部助手
- 1984年4月　群馬大学社会情報学部[疑問点 – ノート]講師
- 1988年4月　群馬大学社会情報学部[疑問点 – ノート]助教授

もとは疫学者で、疫学で統計を道具として使っていたことから現在統計学研究室にいると語っている。趣味は植物、天体観測、熱帯魚。

## 専門分野
疫学、社会統計学、コンピューター統計学。

## 著書・論文

### 著書
- 『福江保健所管内における肝癌・肝硬変による死亡とその環境要因に関する調査(共著)』 （医歯薬出版、1977年）
- 『検定と推定の考え方』（現代数学社、1982年）
- 『医学統計解析リファレンスマニュアル』 （医学書院、1989年）
- 『THIハンドブック-東大式自記健康調査のすすめ方-』 （篠原出版、1989年）
- 『リスクアセスメントと生物統計学』 （日本評論社環境保健入門(体の科学臨時増刊)、1990年）
- 『アンケート調査の情報管理』 （日本看護協会出版会保健管理論、1995年）
- 『基礎の統計学』 （開成出版、1999年）
- 『多変量解析　実例ハンドブック』 （朝倉書店、2002年）
- 『Rによる統計解析』（オーム社、2009年）
- 『統計数字を読み解くセンス―当確はなぜすぐにわかるのか?』 （化学同人、DOJIN選書、2009年）

### 論文
- 「群馬県庁土地区画整理課共同プロジェクト報告書」（小竹 裕人 / 青木 繁伸、2002年）
- 「ノンパラメトリック検定の使い方」（Rad Fan  第3巻・第4号、2005年）
- 「医用統計学」（日本サイトメトリー学会第15回技術講習会、2004年）

他多数

## 所属学会
- 日本疫学会
- 日本社会情報学会
- 日本行動計量学会
- 日本公衆衛生学会

## 註
1. ↑  博士論文書誌データベース
2. ↑  おしゃべりな部屋 自己紹介